# Герлуф Вінге
Адольф Герлуф Вінге (дан. Adolf Herluf Winge 1857–1923) — данський зоолог.
Вінг почав навчання в Копенгагені в 1874 році, отримавши ступінь магістра по природної історії в 1881 році. У 1883 році він почав працювати в Зоологічному музеї Копенгагена . Він спеціалізувався на ссавців і птахів. Вінге ретельно досліджував фауну Гренландії .

## Публікації
- Om Arvicola arvalis i Danmark. 1875
- Om Muldvarpens og Spidsmusenes Kranier og Spidsmusenes systematiske Stilling . 1877
- Om nogle Smaapattedyr i Danmark. 1882
- Om Pattedyrenes Tandskifte, især med Hensyn til Tændernes Former. 1882
- Om Steppehønen i Danmark i тисяча вісімсот вісімдесят вісім.
- Conspectus Faunæ Groenlandica. Grønlands Fugle . 1898
- Om jordfundne Fugle fra Danmark. 1903
- Om jordfundne Pattedyr fra Danmark. 1904